# Revolta de Tambov
A Revolta de Tambov de 1919-1921 foi uma das maiores revoltas camponesas contra os bolcheviques durante a Guerra Civil Russa. Foi liderada por um ex-membro do Partido Socialista Revolucionário, Alexandre Antonov, de modo que o movimento viria a ser conhecido na história da União Soviética como Antónovshchina (Антоновщина). Desencadeada por causa das colheita forçados pelo governo soviético no âmbito da política do comunismo de guerra.

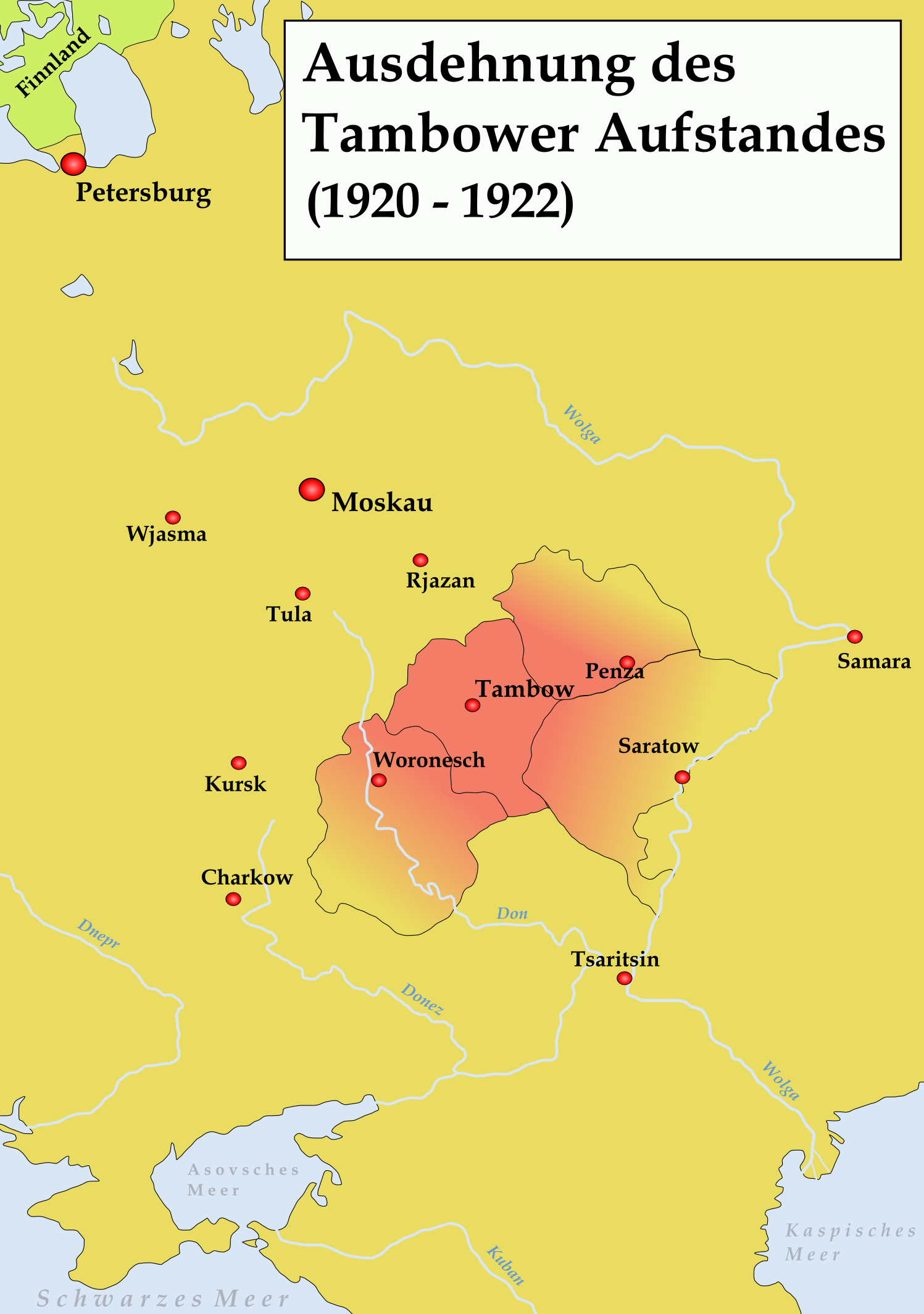
Mapa mostrando a extensão das áreas da insurreição.

A Guerra Civil Russa havia interrompido o trabalho normal das colheitas em terrenos agrícolas na Rússia, e cortou a comunicação usual entre os agricultores produtores de grãos e as cidades onde essa produção era consumida, os fatores que ameaçavam o abastecimento de alimentos às cidades onde vivia o proletariado urbano (que era já o principal apoio político dos bolcheviques).
A revolta ocorreu em agosto de 1920 nos territórios do oblast (região da Rússia) de Tambov e parte do Oblast de Voronezh, quando o governo soviético radicalizou a requisição de grãos, que impondo o confisco forçada do excedente de produção e também a fixação de quotas mínimas obrigatória para a produção agrícola no futuro. Os camponeses de Tambov se oporam a ambas as ordens e ameaçaram reduzir a produção se os confiscos forçados continuassem, alegando que estas não consideravam a demanda por alimentos, que também existia no meio rural.
Uma característica distintiva desta revolta, entre outras muitas do momento, é que foi comandada por uma organização estritamente política, a União dos Camponeses Trabalhadores (Soyuz Trudovykh Kresty), liderada pelo próprio Antonov, e que inclusive exerceu poder real dentro da sua área de influência, estabelecendo uma hierarquia bem definida e criando seu próprio exército.
A gravidade da revolta armada forçou a criar-se a Comissão Plenipotenciária do Comitê Executivo Central da Rússia do Partido Bolchevique para a Liquidação do Banditismo na Província de Tambov. A rebelião foi esmagada pelas unidades do Exército Vermelho, dirigidas por Mikhail Tukhachevsky. A coordenação política das operações contra a revolta foi liderada por Vladimir Antonov-Ovseenko. O famoso Marechal Gueorgui Júkov recebeu a Ordem do Estandarte Vermelho pela primeira vez, por seu papel na luta contra os insurgentes.
A insurreição foi tão grande que obrigou o envio de 30 000 soldados do Exército Vermelho para reprimi-la. O exército usou artilharia pesada e trens armados para combater os camponeses rebeldes. Inclusive, em algumas ocasiões chegando a usar armas químicas contra as tropas de camponeses, com base em estoques remanescentes da Primeira Guerra Mundial. Também estabeleceu vários campos de concentração, onde foram levados os parentes dos rebeldes como reféns.
A revolta foi esmagada pelo Exército Vermelho em meados de 1921, por causa de suas melhores armas, matando os principais líderes camponeses e reocupando o território conquistado pelos insurgentes. Antonov e alguns aldeões armados dispersaram-se para as áreas florestais da região de Tambov realizando de atos de guerrilha contra as autoridades soviéticas até que seus seguidores foram mortos em combate ou gradualmente abandonaram a luta. Finalmente Antonov foi morto em 1924 em seu esconderijo por membros da NKVD quando tentaram prendê-lo.
A fragilidade dos bolcheviques com relação aos camponeses estava, no entanto, explícita, o que fez com que Lênin implantasse a Nova Política Econômica, que abria fluxos de capitais e garantia autonomia às cooperativas camponesas.